# 川原彰 (ストリートパフォーマー)
川原 彰（かわはら あきら、1969年10月26日 - ）は、日本のストリートパフォーマー。
新潟県糸魚川市出身。新潟県立糸魚川高等学校卒業。1989年から1992年まで開校していた「クラウンカレッジ・ジャパン」の2期生として学ぶ。卒業後各種イベントのピエロとして活動するが、後にクラウンカレッジ・ジャパンの卒業生の奥田優子とストリートでのパフォーマンスを始める。1992年12月に横浜の山下公園で初めてのパフォーマンスを行って以降、横浜を拠点に活動している。
また福岡のキャナルシティ博多、小倉のリバーウォーク北九州など地方でのパフォーマンスも行っている。
まだまだあぶない刑事に奥田とともに出演。

## 主な出演作品

### 映画
- まだまだあぶない刑事（2005年）